# Konstanty Łobojko
Konstanty Łobojko (też: Konstanty Królikowski, ps. Konstanty; ur. ok. 1832 w Galicji, zm. 7 lutego 1904 w Kijowie) – polski aktor teatralny, dyrektor teatrów w Galicji.

## Życiorys
W latach 1851–1860 występował na scenie pod nazwiskiem drugiego męża matki (który został jednocześnie jego prawnym opiekunem) Królikowski, zaś po śmierci ojca (w roku 1861) wrócił do nazwiska Łobojko. W 1838 grał (jako dziecko) w zespole Tomasza A. Chełchowskiego w Kaliszu. W 1848 występował w zespole Juliusza Pfeiffera w teatrze w Krakowie, w 1851 w zespole prowincjonalnym Józefa Barańskiego w Radomiu, a w 1852-53 w zespole ojczyma – Karola Królikowskiego, m.in. w Lublinie, Radomiu, Kielcach. Od 1854 do połowy sezonu 1859/60 występował ponownie w teatrze krakowskim. Pasjonował się fotografiką i w roku 1856 wyjeżdżał do Wiednia i Triestu na nauki fotografowania. W roku 1861 zamieszkał w Bochni, gdzie udzielał lekcji tańca i chciał założyć własny zakład fotograficzny. Tam też poznał Gustawa Zimajera, z którym zaczął organizować przedstawienia aktorskie, w których zadebiutowała Helena Modrzejewska. Rok później zespół Łobojki i Zimajera przybrał nazwę Nowosądeckie Towarzystwo Artystów Sceny Narodowej (funkcjonował jeden sezon artystyczny). Następnie Łobojko grał u Lucjana Eisenbach-Ortyńskiego (m.in. w Złoczowie i Przemyślu). W 1864 zorganizował nowy zespół, który pod jego dyrekcją dawał przedstawienia w języku polskim i ukraińskim (w Stanisławowie, Kołomyi, Podhajcach, Żółkwi, Jarosławiu, Przemyślu, Dobromilu, Rzeszowie, Jaśle, Tarnowie, powtórnie w Rzeszowie, Bochni, Tarnowie, Rzeszowie, Łańcucie i in.). W roku 1867 połączył swój zespół z zespołem Józefa Bendy (brata przyrodniego Heleny Modrzejewskiej). Między rokiem 1867 a 1875 objechał z teatrem całą prowincję galicyjską. Grał też w kilku miastach w Królestwie (Łodzi, Zgierzu, Pabianicach). W 1875 pracował krótko jako fotograf w Płocku i w okresie letnim w Ciechocinku. Następnie grał jeszcze na prowincji (do roku 1879). Po rozwiązaniu teatru zamieszkał w Kijowie, gdzie po raz drugi się ożenił (z Józefą Turczyńską, z którą miał syna – Kazimierza Łobojkę – późniejszego warszawskiego baletmistrza) i prowadził do śmierci zakład fotograficzny.
- Stosunki rodzinne:

Pochodził z Wileńszczyzny. Był synem Jana Łobojki – profesora Uniwersytetu Wileńskiego i aktorki – Antoniny Królikowskiej z Kodrębskich. Spokrewniony po drugim mężu matki (Karolu Józefie Królikowskim) z aktorską rodziną Królikowskich: Karoliną, Moniką, Lucjanem i Kazimierzem Napoleonem Królikowskiem.